# Supsej
Supsej (del ruso: Супсех) es un posiólok del ókrug urbano de la ciudad-balneario de Anapa del krai de Krasnodar, en el sur de Rusia. Está situado junto a la orilla nororiental del mar Negro, 4 km al sureste de la ciudad de Anapa y 128 km al oeste de Krasnodar. Tenía 6 803 habitantes en 2010.
Es cabeza del municipio rural Supsejskoye, al que pertenecen asimismo Sukó, Varvárovka, Bolshói Utrish, Mali Utrish y Prostorni.

## Nacionalidades
De los 6 335 habitantes que había en la localidad en 2002, el 69.6 % era de etnia rusa, el 22.6 % de etnia armenia, el 2.3 % de etnia ucraniana, el 1 % de etnia griega, el 0.7 de etnia bielorrusa y otros.

## Lugares de interés
En mayo de 2005, en el monte entre Supsej y Varvárovka, se erigió una cruz de sesenta metros de altura en conmemoración del 60.º Aniversario de la Victoria en la Gran Guerra Patria, que sería consagrada en octubre de ese año por el metropolitano del Kubán y Krasnodar, Isidoro.